# 徳川匡時
徳川 匡時（とくがわ まさとき）は、江戸時代後期の田安徳川家の世嗣。

## 略歴
3代当主・徳川斉匡の次男として誕生。母は斉匡の正室・裕宮貞子女王（閑院宮美仁親王第一王女）。
田安徳川家の嫡男であったが、父・斉匡は兄で11代将軍・徳川家斉の子である斉荘を養子に迎える。このため、匡時は病弱を理由に天保7年（1836年）8月、廃嫡された。天保10年（1839年）、35歳で没した。